# Kroppkaka

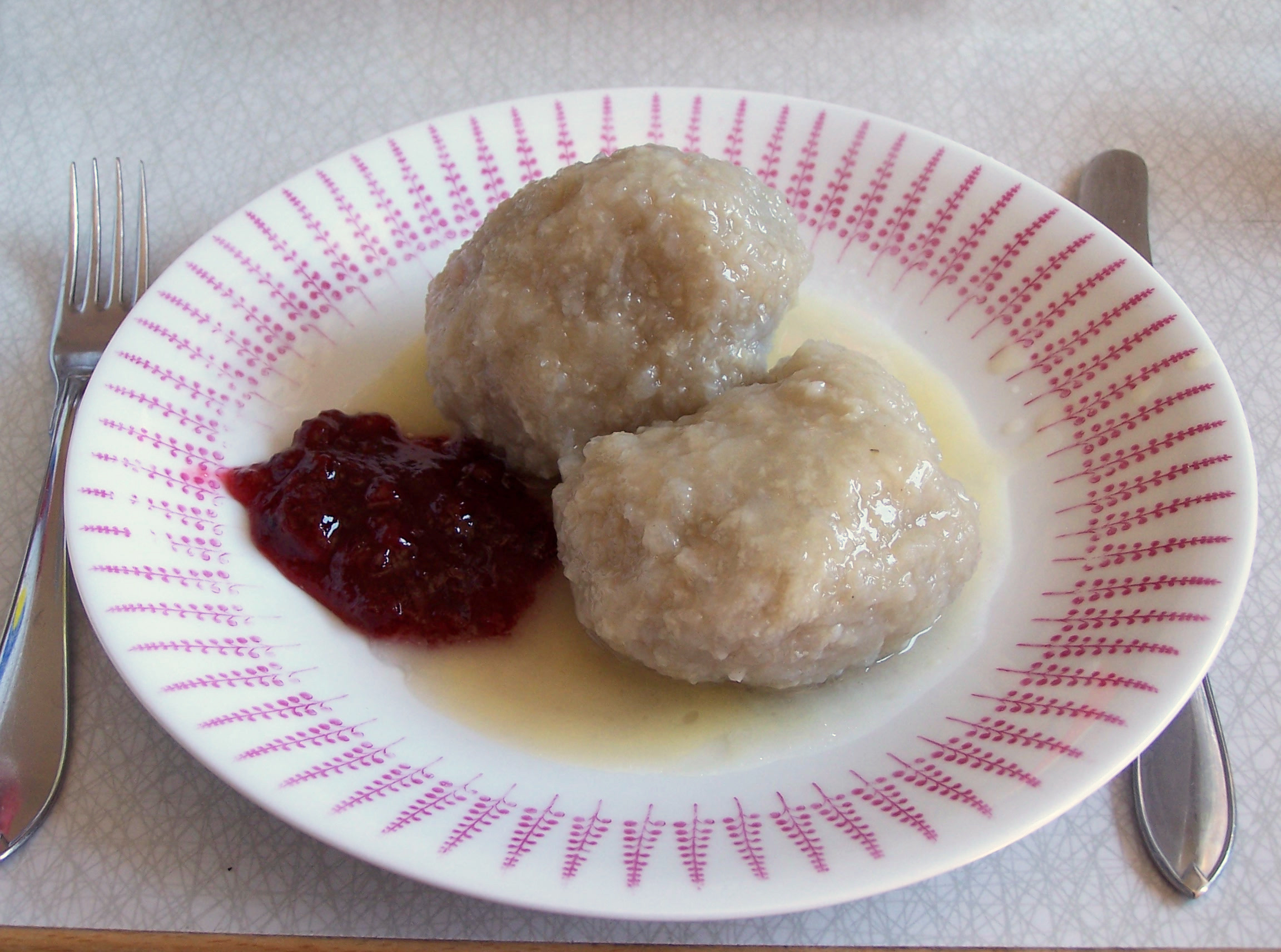
Kroppkakor de Blekinge servido con mermelada de arándano rojo y mantequilla.

El kroppkaka (plural kroppkakor) es un plato tradicional sueco consistente en dumplings de patata rellena con cebolla y cerdo o panceta. Son ingredientes comunes la patata, la harina de trigo, la cebolla, la sal y la carne de cerdo picada. Los kroppkakor se consumen principalmente en las landskaps (regiones) del sur de Suecia: Öland, Småland, Gotland y Blekinge.
Los kroppkakor se sirve con mantequilla, nata y mermelada de arándano rojo. Hay algunas variantes regionales de la receta, en particular respecto a la proporción de patata cocida y cruda. En algunas variantes destacan las especias. Aunque el kroppkaka y el palt tienen formas muy parecidas, no son la misma receta debido a la diferencia en los ingredientes empleados. Los kroppkakor se hacen principalmente de patata cocida y trigo, mientras para el palt se usa patata cruda y cebada.
Cada marzo se celebra una alegre kroppkakedinner en Upsala, organizada por una organización estudiantil, para honrar este noble plato.
En Öland los kroppkakor se hacen con parte de las patatas sin hervir, aproximadamente la mitad. Esto acerca la variante al pitepalt, que solo emplea patata cruda.